# Институт Конфуция в СПбГУ
Институт Конфуция в СПбГУ — один из филиалов глобальной сети Институтов Конфуция в Санкт-Петербургском государственном университете, основанных и финансируемых Китайским государственным комитетом по распространению китайского языка за рубежом.
Институт Конфуция СПбГУ был основан при поддержке Китайского государственного комитета по распространению китайского языка за рубежом, Столичного педагогического университета (Пекин, КНР) и консульства Китая в Санкт-Петербурге. Данное учебное заведение расположено в Санкт-Петербургском государственном университете, на Восточном факультете.

## История
Договор об учреждении в СПбГУ Института Конфуция был подписан в июле 2005 г., фактическая деятельность института началась с февраля 2007 г. В декабре 2010 г. на съезде в Пекине Институт Конфуция в СПбГУ был удостоен звания «Передового Института Конфуция».

## Руководство
- Директор: зам.декана Восточного факультета СПбГУ к.филол.н., доцент Родионов Алексей Анатольевич
- Заместитель директора, представитель Столичного Педагогического Университета — PhD, Чжан Жукуй
- Советник — д.филол.н., проф. Сторожук, Александр Георгиевич.
- Преподаватели:
  - Власова Наталья Николаевна — магистр востоковедения, ассистент ВФ СПбГУ
  - Новиков Борис Михайлович — к.и.н., доцент ВФ СПбГУ
  - Родионов Алексей Анатольевич — к.филол.н., доцент ВФ СПбГУ
  - Спешнев Николай Алексеевич — д.филол.н., профессор ВФ СПбГУ (до 2011 г., умер)
  - Сторожук Александр Георгиевич — д.филол.н., профессор ВФ СПбГУ
  - Цай Хуэй — PhD, доцент ВФ СПбГУ, доцент Столичного педуниверситета (Пекин)
  - Шагдурова Елена Содномовна — ассистент ВФ СПбГУ

## Деятельность
Основным направлением деятельности Института Конфуция в СПбГУ является укрепление дружбы и взаимопонимания между Китаем и Россией путём распространения информации о культуре, языке, экономике и социальной жизни Китая. Важными аспектами деятельности Института Конфуция являются организация курсов китайского языка и культуры, проведение тестирования по китайскому языку, организация стажировок в Китае, проведение конкурсов, содействие синологическим исследованиям.

### Показатели деятельности
Важным показателем успешной деятельности является организация и проведение ежегодного конкурса «Мост в китайский язык», организация стажировок в Пекинский вуз, также Институт Конфуция при Восточном факультете СПбГУ является пунктом сдачи международного тестирования на знание китайского языка HSK. На базе Института Конфуция при СПбГУ издается ежемесячный журнал.